# Lathyrus tropicalandinus
Lathyrus tropicalandinus är en ärtväxtart som beskrevs av Arturo Erhardo Erardo Burkart. Lathyrus tropicalandinus ingår i släktet vialer, och familjen ärtväxter. Inga underarter finns listade i Catalogue of Life.